# Джейн Енн Філліпс
Джейн Енн Філліпс (англ. Jayne Anne Phillips; нар. 19 липня 1952) — американська письменниця-романістка та авторка оповідань, лауреатка Пулітцерівської премії, яка народилася в невеликому містечку Бакгеннон, Західна Вірджинія. З 2005 по 2020 рік була професоркою англійської мови в Університеті Рутгерса-Ньюарк і допомогла створити програму магістратури з образотворчих мистецтв в Університеті Рутгерса-Ньюарк.

## Освіта
Філліпс закінчила Університет Західної Вірджинії, здобувши ступінь бакалавра 1974 року, а пізніше здобула ступінь магістра образотворчих мистецтв з художньої літератури в Майстерні письменників Айови при Університеті Айови.

## Викладання
Філліпс обіймала викладацькі посади в кількох коледжах та університетах, зокрема Гарвардському університеті, Коледжі Вільямса, Університеті Брандейса та Бостонському університеті. Наразі вона є професоркою англійської мови та засновницею/директоркою програми магістра образотворчого мистецтва з творчого письма в Університеті Рутгерса в Ньюарку. 2007 року журнал The Atlantic вніс програму магістратури образотворчих мистецтв, яку створила Філліпс в Університеті Рутгерса-Ньюарка, до списку «П'яти перспективних» програм творчого письма у Сполучених Штатах.

## Письменницька кар'єра

### Початок кар'єри
У середині 1970-х років Філліпс вирушила з Західної Вірджинії до Каліфорнії, розпочавши подорож країною, яка призвела до численних місць роботи, досвіду та зустрічей, що значно вплинули на її художню творчість, зосереджену на самотніх, загублених душах та людях, що борються за виживання.
1976 року видавництво Truck Press опублікувало її першу збірку оповідань «Кохані», за яку Філліпс отримала премію Pushcart Prize та премію Fels Award Координаційної ради літературних журналів.
1978 року, після збірки «Кохані», вийшла друга збірка «Counting», видана малим видавництвом Vehicle Editions. Збірка «Counting» принесла Філліпс більше визнання та премію Святого Лаврентія.
Її наступна збірка «Black Tickets», яка вийшла 1979 року, коли їй було 26 років, у видавництві Delacorte/ Seymour Lawrence, привернула до неї національну увагу як до талановитої й важливої письменниці. Збірка «Black Tickets» містила три типи оповідань: художні історії на одну сторінку, внутрішні монологи та сімейні драми. Ці історії зосереджувалися на самотності персонажів, їхній відчуженості та невдалих пошуках щастя. Збірку «Black Tickets» згадано у лекціях 2006 року з серії Modern Scholar — випуску From Here to Infinity професора Майкла Д. К. Драута, який називає стиль авторки — що, за його словами, безпосередньо вплинув на кіберпанк-роман «Нейромант» Вільяма Ґібсона (1984) — «шаленим вихором оповіді й опису». Тіллі Олсен назвала збірку «Black Tickets» «безпомилковим твором раннього генія», книжка також отримала високу оцінку від Реймонда Карвера: «Ці історії про знедолених Америки — чоловіків і жінок, які перебувають за світлові роки від американської мрії — зовсім не схожі на жоден з наших літературних творів … ця книжка — химерна краса». Збірка «Black Tickets» отримала премію Сью Кауфман за дебютну прозу від Американської академії та Інституту мистецтв і літератури[джерело?]
1984 року Філліпс видала свій перший роман «Machine Dreams», який, за даними New York Times, став «чудовим романістичним дебютом і тривалим літературним досягненням» «Machine Dreams» — це хроніка родини Гемпсонів від Другої світової війни до війни у В'єтнамі. Фіналіст премії Національного кола книжкових критиків у категорії художньої літератури, роман увійшов до 12 найкращих книг року за версією New York Times. Він потрапив до кількох списків бестселерів, а акторка Джессіка Ленґ, яка написала сценарій, отримала право екранізувати його. Лауреатка Нобелівської премії Надін Гордімер сказала, що «Machine Dreams» «сягають найглибших емоцій людини. Жодна кількість прочитаних книг чи переглянутих фільмів не може приглушити відчуття інтимного акту мистецтва, за допомогою якого ця чудова молода письменниця проникла у визначальний досвід свого покоління». «Fast lanes», збірка з десяти оповідань 1987 року, усі написані від першої особи, була схвалена як робота письменниці, «закоханої в американську мову». Одне з оповідань зі збірки «Fast lanes», «Рейм», 1984 року надрукували у випуску «Dirty Realism» видавництва Granta.
1994 року Філліпс опублікувала свій другий роман «Shelter», який описує втрату невинності в таборі для дівчат у Західній Вірджинії влітку 1963 року. Роман «Shelter» був відзначений Літературною премією Академії від Американської академії та Інституту мистецтв і літератури. Видання Vanity Fair назвало його «глибоким, яскравим романом із моральною та психологічною складністю, приреченим стояти поряд із творами Фолкнера та інших майстрів Півдня», а Harper's Bazaar — «зухвалим, моторошно прекрасним романом, таким же тривожним, як і його антураж; роман „Shelter“ здається спробою Філліпс увійти в безсмертя»[джерело?]

### Пізніша кар'єра
Наступний роман Філліп, «MotherKind» (2000), лауреат книжкової премії Массачусетсу, історія міжпоколіннєвого кохання та труднощів у родині, яка стикається з багатьма змінами. Його вважають одним із найкращих романів про матерів і немовлят, а також про зв'язок між матір'ю та дочкою.
Четвертий роман «Lark and Termite» вийшов у видавництві Knopf 2009 року та отримав позитивні відгуки, а також був обраний одним із п'яти фіналістів Національної книжкової премії в галузі художньої літератури. Роман «Lark and Termite» також був фіналістом Національного кола книжкових критиків у номінації «Художня література»; «Lark et Termite» (французький переклад Марка Амфревіля) був фіналістом премії Prix de Medici Etrangers (Париж).
«Quiet Dell», п'ятий роман Філліпс, оснований на реальних подіях убивства вдови з Чикаго Асти Айхер та її трьох дітей у селі Кваєт Делл, Західна Вірджинія, що сталося 1931 року, є художнім зображенням одного з перших сенсаційних серійних убивств у країні. Головними героями роману «Quiet Dell» є дев'ятирічна Аннабель Айхер (жертва разом з родиною шахрая Гаррі Паверса, який знайшов своїх жертв через шлюбні агентства часів Великої депресії) та Емілі Торнгілл, журналістка Chicago Tribune, яка присвячує себе пошуку справедливості для Айхерів. Роман «Quiet Dell» було відзначено як «Вибір року у художній прозі» за версією Kirkus Reviews й він увійшов до списку «Найкращих книг року» за версією The Wall Street Journal. Chicago Tribune назвала його «історією водночас розкішною і безповоротно сумною»: «Як Філліпс неодноразово доводила за десятиліття своєї письменницької кар'єри, у світі існує зло, але є й ті, хто стане йому на заваді». Видання Philadelphia Review of Books високо оцінило роман: «Саме текстура оповіді підносить це переказування від true crime до літературної вершини».
Твори Філліпс переклали й видали дванадцятьма іноземними мовами.

## Нагороди та почесні звання
Вона є стипендіаткою Ґуґґенгайма, двох стипендій Національного фонду мистецтв, стипендії Бантінга від Інституту Бантінга при коледжі Редкліфф, стипендії Фонду Рокфеллера в галузі мистецтва та численних інших нагород. 2024 року вона здобула Пулітцерівську премію за художню літературу за роман «Night Watch».

## Вибрані твори

### Коротка проза
- Кохані/ Sweethearts (1976), прозові віньєтки
- Рахунок/ Counting (1978), прозові віньєтки
- Чорні квитки/ Black Tickets (1979), збірка оповідань
- Як Мікі це зробив/ How Mickey Made It (1981), оповідання
- Таємна країна/ The Secret Country (1982), оповідання
- Швидкі смуги /Fast Lanes (1987), збірка оповідань

### Романи
- Машинні сни/ Machine Dream (1984)[5]
- Притулок/ Shelter (1994)[5]
- Материнство/ MotherKind (2000)[5]
- Жайворонок і терміт/ Lark and Termite (2008)[9]
- Тихий Делл/ Quiet Dell (2013)[10]
- Нічна варта/ Night Watch (2023)[11]